# 花蓮街
『花蓮街』（かれんがい）は、一青窈の5枚目のアルバム。 2010年4月21日にフォーライフミュージックエンタテイメントから発売された。規格品番はFLCF-4318（DVD付属の初回生産限定盤はFLCF-4317）。

## 概要
前作から約2年ぶりのオリジナルアルバム。2009年8月に発表したキーワード「新歌謡(進化窈)」をテーマに、アルバム発売に先立ち同年10月から翌年2月にかけて発売された3部作シングルの表題曲やカップリングに加え、2008年に一青が主演した『音楽劇「箱の中の女」』の劇中曲もアルバム用にブラッシュアップして収録している。
架空の街「花蓮街」を舞台にしたコンセプトとなっており、前述の3部作のシングルにそれぞれ収録されたポエトリーリーディングの中で物語の断片を「prologue」として明示していた。
一青の故郷・台湾には実際に花蓮という名称の街が存在している。また、『音楽劇「箱の中の女」』で一青が演じた主人公の名前「レンファ」は漢字を当てると「蓮花」と書ける。
アルバム発売当日のキャンペーンとして、新宿ゴールデン街の歌謡スナック「夜間飛行」でゲリラ・イベントを行なった。新宿ゴールデン街は、一青がアルバムを制作する上で、その佇まいが「花蓮街」のイメージの一つとして影響を受けたものであるためイベントが企画され、過去に客として訪れたこともある「夜間飛行」にてアルバムから2曲を披露した。
発売日翌月の5月22日から7月10日にかけて、アルバムタイトルを冠したコンサートツアー「一青 窈 CONCERT TOUR 2010～花蓮街」が全国11箇所で開催された。ステージセットはアルバムジャケットが再現され、水先案内人に扮した一青が「この街は、人間の持つどんな感情も許されています。そして、あらゆる時間の中に潜む感情を呼び覚ます事が出来る街」と、架空の街「花蓮街」のことを表現している。

## 収録曲
| 全作詞: 一青窈、全作曲: 小林武史（特記以外）、全編曲: 小林武史（特記以外）。 |                                                      |        |                       |      |
| #                                                                            | タイトル                                             | 作詞   | 作曲・編曲            | 時間 |
| 1.                                                                           | 「～壁の向こう側～」                                 | 一青窈 | 小林武史 （特記以外） | 0:38 |
| 2.                                                                           | 「メイク」                                           | 一青窈 | 小林武史 （特記以外） | 5:03 |
| 3.                                                                           | 「coup d`etat」                                      | 一青窈 | 小林武史 （特記以外） | 4:14 |
| 4.                                                                           | 「確信犯」                                           | 一青窈 | 小林武史 （特記以外） | 3:44 |
| 5.                                                                           | 「ウラ・ハラ」                                       | 一青窈 | 小林武史 （特記以外） | 4:47 |
| 6.                                                                           | 「Dolce」                                            | 一青窈 | 小林武史 （特記以外） | 4:34 |
| 7.                                                                           | 「ほおずき」                                         | 一青窈 | 小林武史 （特記以外） | 4:41 |
| 8.                                                                           | 「上の空」                                           | 一青窈 | 小林武史 （特記以外） | 4:06 |
| 9.                                                                           | 「サイコロ」                                         | 一青窈 | 小林武史 （特記以外） | 4:44 |
| 10.                                                                          | 「Final Call」                                       | 一青窈 | 小林武史 （特記以外） | 6:26 |
| 11.                                                                          | 「冬めく」                                           | 一青窈 | 小林武史 （特記以外） | 5:12 |
| 12.                                                                          | 「ユア メディスン〜私があなたの薬になってあげる」    | 一青窈 | 小林武史 （特記以外） | 4:30 |
| 13.                                                                          | 「凧揚げ」                                           | 一青窈 | 小林武史 （特記以外） | 5:39 |
| 14.                                                                          | 「～壁のこちら側～」                                 | 一青窈 | 小林武史 （特記以外） | 0:34 |
| 15.                                                                          | 「うんと幸せ」(作詞・作曲・編曲: 小林武史・武部聡志) | 一青窈 | 小林武史 （特記以外） | 5:03 |
| 合計時間:                                                                    | 合計時間:                                            | 63:55  |                       |      |

| #  | タイトル                                           | 作詞 | 作曲・編曲 |
| -- | -------------------------------------------------- | ---- | ---------- |
| 1. | 「ユア メディスン～私があなたの薬になってあげる 」 |      |            |
| 2. | 「ハナミズキ 」                                    |      |            |
| 3. | 「冬めく 」                                        |      |            |
| 4. | 「さよならありがと 」                              |      |            |
| 5. | 「どっちつかず（音楽劇「箱の中の女」ver.） 」      |      |            |
| 6. | 「うんと幸せ 」                                    |      |            |

### 楽曲解説
1. ～壁の向こう側～
2. メイク
3. coup d`etat
4. 確信犯
5. ウラ・ハラ
14thシングル『うんと幸せ』のカップリング
6. Dolce
7. ほおずき
13thシングル『ユア メディスン〜私があなたの薬になってあげる』のカップリング
8. 上の空
9. サイコロ
15thシングル『冬めく/花のあと』のカップリング
東宝配給映画『BANDAGE』挿入歌
10. Final Call
11. 冬めく
15thシングル
日本テレビ系『スッキリ!!』エンディングテーマ
テレビ東京系『JAPAN COUNTDOWN』オープニングテーマ
12. ユア メディスン〜私があなたの薬になってあげる
13thシングル
TBS系「COUNT DOWN TV」2009年10月度オープニングテーマ
13. 凧揚げ
14. ～壁のこちら側～
15. うんと幸せ
14thシングル
ギャガ配給映画『私の中のあなた』イメージ・ソング
ケイダッシュステージ・リンクライツ配給映画『それでも花は咲いていく』主題歌

## ミュージシャン
- 小林武史 - ピアノ、キーボード、プロデュース
- 武部聡志 - ピアノ（#15）
- 小倉博和 - ギター（#15）
- 名越由貴夫 - ギター（#13）
- 中村修司 - ギター（#11）
- 亀田誠治 - ベース（#15）
- 川崎哲平 - ベース（#10）
- 山内薫 - ベース（#11）
- 河村”カースケ”智康 - ドラムス（#11、15）
- 齋藤たかし - ドラムス（#2、10）
- 山本拓夫 - サックス（#2、10）
- 西村浩二 - トランペット（#15）
- 四家卯大Strings - ストリングス（#10、15）